# Euterpe catinga
Euterpe catinga é uma espécie botânica de palmeira, nativa da América do Sul.